# 醍醐茂夫
醍醐 茂夫（だいご しげお、1958年4月20日 - ）は、日本の実業家。株式会社ケーヨー元代表取締役社長。

## 来歴
千葉県出身。駒澤大学経営学部卒業。1982年4月にケーヨーへ入社。
2006年に執行役員、商品本部長、2007年に常務を経て、2008年5月に代表取締役社長に就任。

## 略歴
- 1982年4月 - ケーヨー入社
- 2006年
  - 3月 - 執行役員
  - 6月 - 商品本部長
- 2007年
  - 1月 - 常務執行役員
  - 5月 - 常務取締役
- 2008年5月 - 代表取締役社長[2]
- 2013年6月 - 代表取締役社長兼 小売事業本部担当[3]
- 2017年5月 - DCMホールディングス取締役[4][5]